# JetBrains
A JetBrains s.r.o. (anteriormente IntelliJ Software s.r.o.) é uma empresa tcheca de desenvolvimento de software de capital fechado que produz ferramentas para desenvolvedores de software e gerentes de projeto. A empresa tem sua sede em Praga e possui escritórios na China, na Europa e nos Estados Unidos.

Logo da JetBrains utilizado entre 2000 e 2016

A empresa oferece ambientes de desenvolvimento integrado (IDEs) para uma variedade de linguagens de programação. A empresa criou a linguagem de programação Kotlin, que pode ser executada em uma máquina virtual Java (JVM), em 2011.
A revista InfoWorld concedeu à empresa o prêmio "Technology of the Year Award" em 2011 e 2015.

## História
JetBrains, inicialmente chamada de IntelliJ Software, foi fundada em 2000 em Praga por três desenvolvedores de software russos: Sergey Dmitriev, Valentin Kipyatkov e Eugene Belyaev. O primeiro produto da empresa foi o IntelliJ Renamer, uma ferramenta para refatoração de código em Java.
Em 2012, o CEO Sergey Dmitriev foi substituído por Oleg Stepanov e Maxim Shafirov.
Em 2021, o The New York Times declarou que partes desconhecidas poderiam ter incorporado malware no software da JetBrains, o que levou à invasão da SolarWinds e a outros comprometimentos de segurança generalizados. Em um comunicado à imprensa, a JetBrains disse que não havia sido contatada por nenhum governo ou agência de segurança e que não havia "participado ou se envolvido nesse ataque de forma alguma". O CEO de uma das empresas afetadas, a SolarWinds, "questionado sobre a possibilidade de as ferramentas de software fabricadas pela JetBrains, que aceleram o desenvolvimento e o teste de código, terem sido o caminho, o Sr. Ramakrishna disse que ainda não havia provas".
Em resposta à invasão da Ucrânia pela Rússia em 2022, a empresa suspendeu as vendas e as atividades de P&D na Rússia por tempo indeterminado, bem como as vendas em Belarus. A entidade jurídica russa foi liquidada em 21 de fevereiro de 2023.

## Produtos

### IDEs
A seguir, uma lista não exaustiva de ambientes de desenvolvimento integrado (IDEs) distribuídos pela JetBrains.
| Nome          | Descrição |
| ------------- | --- |
| AppCode       | Oferece suporte à programação em C, C++, Objective-C e Swift. Ao contrário da maioria dos produtos da JetBrains, que são multiplataforma, o AppCode está disponível apenas para macOS. A JetBrains anunciou que o AppCode está sendo descontinuado, mas receberá suporte técnico até 31 de dezembro de 2023. |
| Aqua          | Um IDE de automação de testes que oferece suporte a testes de unidade, testes de interface do usuário e testes de API. |
| CLion         | O CLion (pronuncia-se "sea lion") é um IDE C e C++ para Linux, macOS e Windows integrado ao sistema de compilação CMake. A versão inicial oferece suporte aos compiladores GNU Compiler Collection (GCC) e Clang e ao depurador GDB, LLDB e Google Test.                                                     |
| DataGrip      | Uma ferramenta de administração de banco de dados para bancos de dados SQL. |
| DataSpell     | Uma ferramenta de ciência de dados para Jupyter Notebooks e Python. |
| Fleet         | IDE leve e multifuncional, com suporte para colaboração e fluxos de trabalho remotos. |
| GoLand        | Para Go development. |
| IntelliJ IDEA | Para linguagens baseadas na máquina virtual Java, como Java, Groovy, Kotlin e Scala. Uma versão de código aberto está disponível sob o nome IntelliJ IDEA Community Edition e uma versão proprietária como IntelliJ IDEA Ultimate Edition.                                                                   |
| PhpStorm      | Para PHP. |
| PyCharm       | Para Python. Uma versão de código aberto está disponível como PyCharm Community Edition, e uma versão proprietária como PyCharm Professional Edition. Para estudantes, a JetBrain também desenvolveu o PyCharm Education.                                                                                    |
| Rider         | Para desenvolvimento .NET (principalmente C# e F#) e desenvolvimento de jogos com Unity (C#) e Unreal Engine (C++). |
| RubyMine      | Para Ruby e Ruby on Rails. |
| WebStorm      | Para desenvolvimento na Web, JavaScript e TypeScript.Muitos dos outros IDEs da JetBrains incluem o conjunto de recursos do WebStorm por meio de plug-ins. |

### Linguagens de programação
Kotlin é uma linguagem de programação de código aberto e tipada estaticamente que é executada na máquina virtual Java e também é compilada para JavaScript ou código nativo (via LLVM).
O JetBrains MPS é um workbench de linguagem de código aberto para linguagens específicas de domínio (DSLs).
O Ktor é uma estrutura de programação baseada em Kotlin para o desenvolvimento de "aplicativos conectados", usando a mesma estrutura no servidor (JVM) e no cliente (JavaScript, Android e iOS).

### Ferramentas de equipe
O TeamCity é um servidor de integração e entrega contínua desenvolvido pela JetBrains. É um aplicativo da Web baseado em servidor escrito em Java. O The New York Times relatou que o TeamCity pode ter sido usado por hackers russos em agências governamentais e privadas dos EUA, potencialmente na "maior violação de redes dos Estados Unidos da história".
O Upsource é uma ferramenta de revisão de código e navegação de repositório compatível com repositórios Git, GitHub, Mercurial, Perforce e/ou Subversion em um local central. A JetBrains lançou uma nova ferramenta de colaboração para desenvolvedores, o Space, em 2019. A empresa começou a descontinuar o Upsource em 2022, encerrando oficialmente o suporte ao produto em janeiro de 2023.
O YouTrack é um rastreador de bugs proprietário e comercial baseado na Web, um sistema de rastreamento de problemas e um software de gerenciamento de projetos desenvolvido pela JetBrains. A partir de abril de 2023, o YouTrack terá uma solução de helpdesk baseada em tíquetes para suporte ao cliente e processos de central de serviços.

### Outros
O Datalore é um aplicativo da Web para análise e visualização de dados, que se concentra especificamente no ambiente de aprendizado de máquina em Python. JetBrains Academy é uma plataforma on-line para aprender programação, incluindo linguagens de programação como Python, Java e Kotlin. A Academy foi lançada pela JetBrains em 2019 e atingiu 200.000 usuários em julho de 2020. As certificações foram adicionadas em novembro de 2021 depois que o feedback da comunidade priorizou a verificabilidade do trabalho realizado nos projetos. A JetBrains também desenvolveu o plug-in EduTools para estudantes. Esse plug-in é compatível com o IntelliJ IDEA (Ultimate, Community, Educational), Android Studio, CLion, GoLand, PhpStorm, PyCharm (Professional, Community, Educational) e WebStorm.

## Projetos de código aberto
Em 2009, a JetBrains abriu o código-fonte da funcionalidade principal do IntelliJ IDEA, oferecendo a Community Edition gratuita. Ele foi desenvolvido com base na plataforma IntelliJ e inclui seus códigos-fonte. A JetBrains lançou ambos sob a licença Apache 2.0. Em 2010, o suporte ao Android passou a fazer parte da Community Edition e, dois anos depois, o Google anunciou o Android Studio, o IDE para desenvolvimento móvel na plataforma Android, desenvolvido com base na Community Edition do IntelliJ IDEA e uma alternativa oficial ao Eclipse Android Developer Tool. Em junho de 2015, foi anunciado que o suporte do Eclipse ADT seria descontinuado, tornando o Android Studio a ferramenta oficial para o desenvolvimento de aplicativos Android.
Em janeiro de 2020, a JetBrains lançou uma fonte geométrica monoespaçada chamada JetBrains Mono, que se tornou a fonte padrão para seus IDEs, sob a licença Apache 2.0. A fonte foi projetada para a leitura de código-fonte, sendo otimizada para leitura vertical com suporte para ligaduras de programação.